# 6145 Riemenschneider
6145 Riemenschneider eller 2630 P-L är en asteroid i huvudbältet som upptäcktes den 26 september 1960 av den nederländsk-amerikanske astronomen Tom Gehrels och det nederländska astronomparet Ingrid van Houten-Groeneveld och Cornelis Johannes van Houten vid Palomarobservatoriet. Den är uppkallad efter den tyske skulptören Tilman Riemenschneider.
Den tillhör asteroidgruppen Nysa.